# Lycée de Kallavesi
Le lycée de Kallavesi (en finnois : Kallaveden lukio) est un établissement d’enseignement supérieur situé dans le quartier de Väinölänniemi à Kuopio en Finlande. 

## Architecture

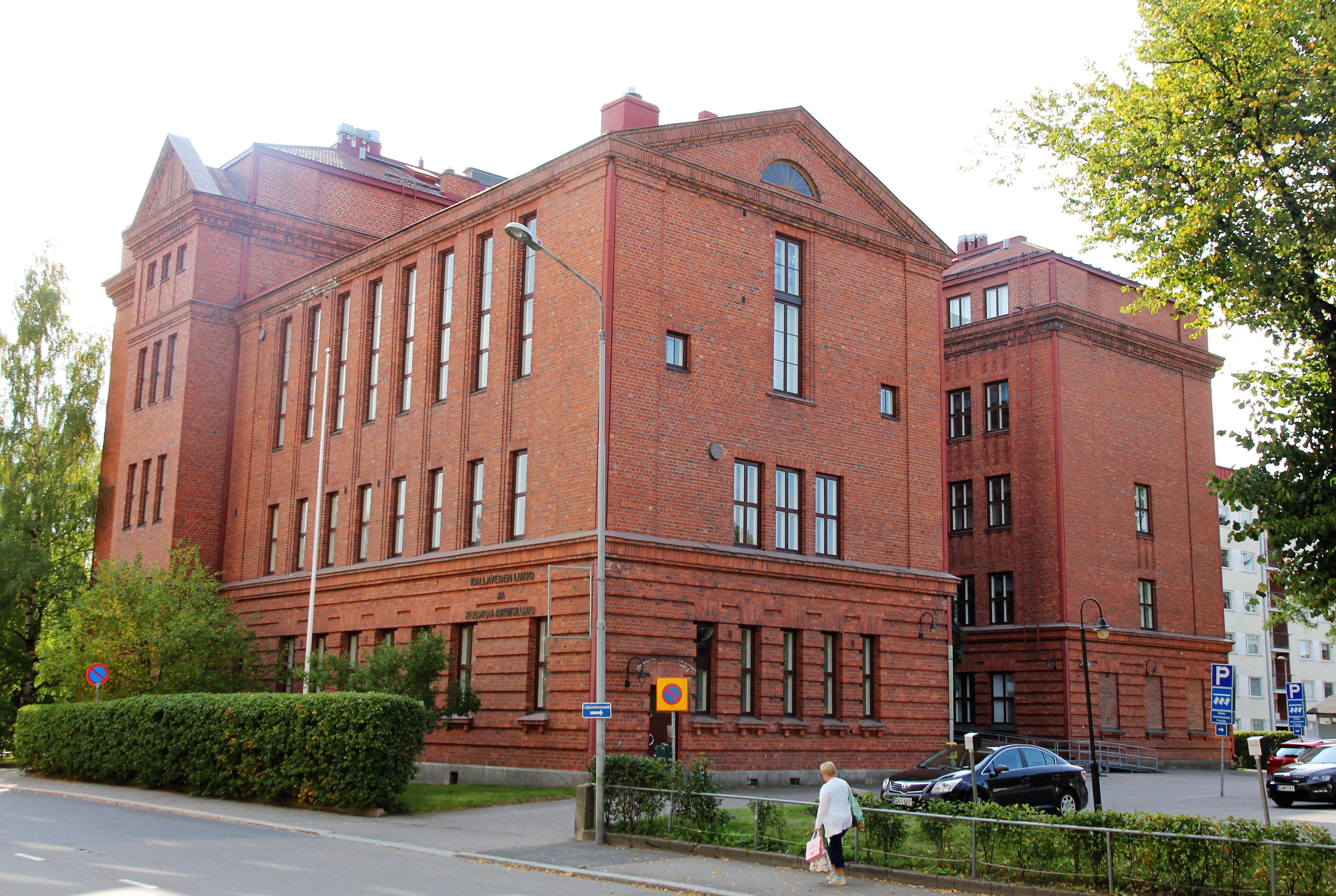
Lycée de Kallavesi.

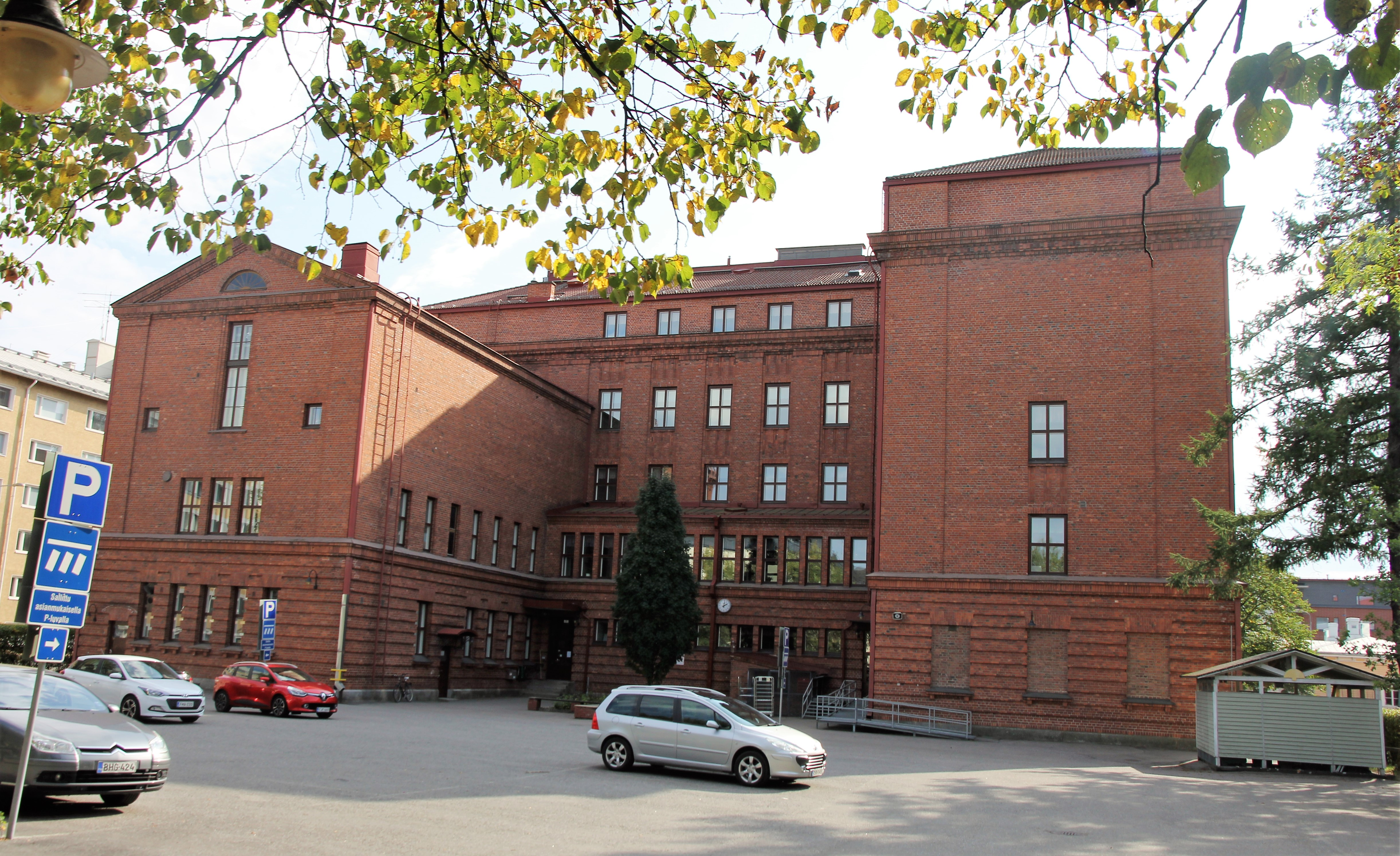
Lycée de Kallavesi, cours intérieure.

Conçu par Magnus Schjerfbeck, l'école de quatre étages est construite en 1924 du côté nord du parc Piispanpuisto. 
À l'origine, le bâtiment est bâti pour l'école des filles de Kuopio.

## Filières
Le lycée de Kallavesi est l’un des quatre lycées de Kuopio. Il a environ 500 étudiants, une quarantaine d'enseignants,.
Le lycée se concentre sur la communication et l'éducation aux médias, les beaux-arts, l'artisanat d'art et l'internationalisation.
On peut préparer le baccalauréat dans les domaines de la musique, des arts visuels, du textile, des médias et du sport.
Le même bâtiment abrite également le lycée pour adultes de Kuopio, dont les jeunes élèves peuvent suivre les cours.
Langues enseignées :
- A : anglais, allemand, français
- B1 : suédois
- B2 : allemand, français
- B3 : allemand, français, espagnol, italien, russe
- autres : langue des signes.